# 続命湯
続命湯(ぞくめいとう)は、以下の9種類の生薬により構成されている漢方方剤の一種。出典は『金匱要略』。脳卒中の発作後に用いられることがある。

## 構成生薬

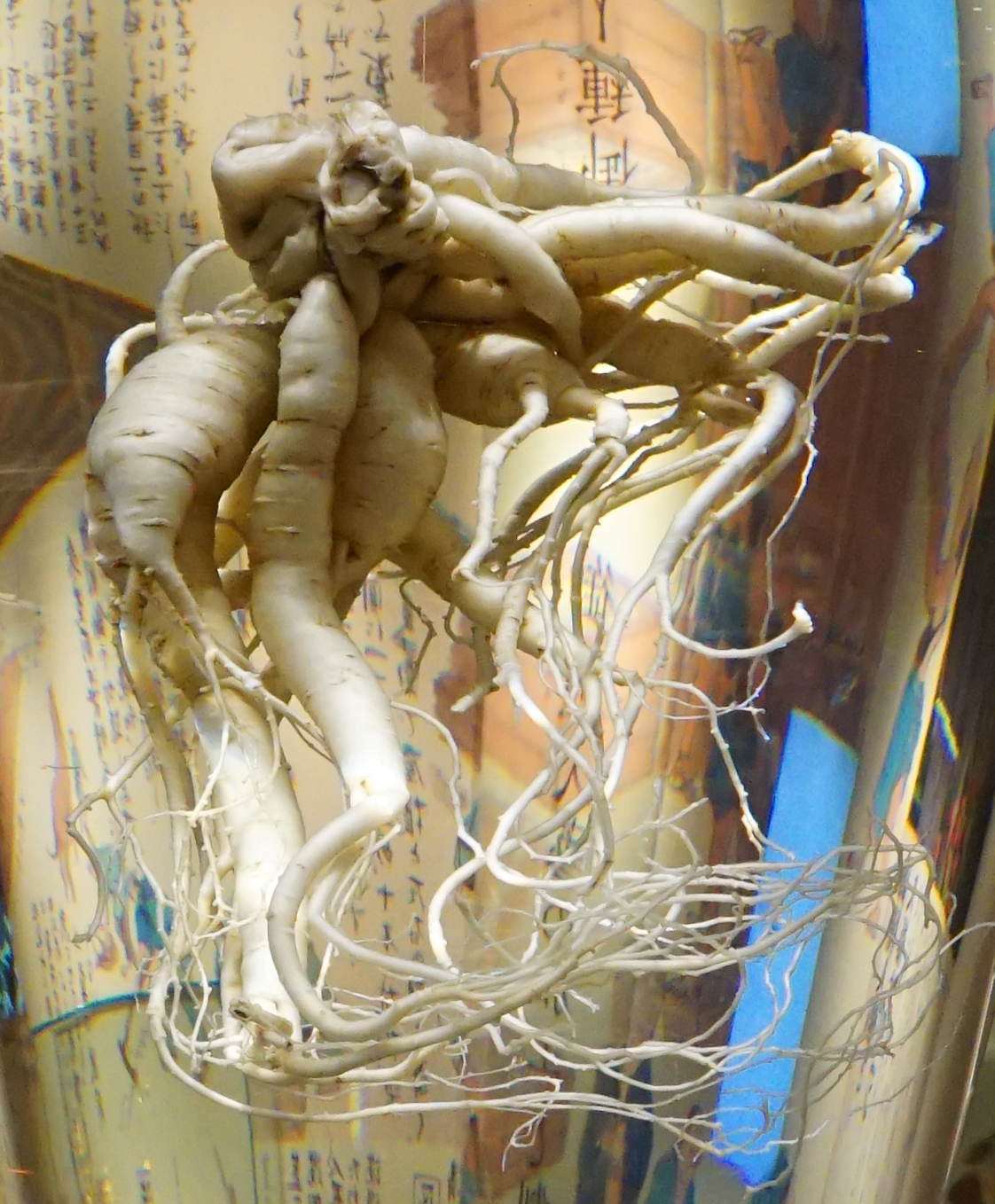
人参(ニンジン)

- 麻黄
- 石膏
- 乾姜
- 桂枝
- 川芎
- 当帰
- 人参
- 甘草
- 杏仁

- 人参(ニンジン)